# Domagoj Surać
Domagoj Surać (* 4. März 1984 in Zadar) ist ein ehemaliger kroatischer Handballspieler.

## Karriere
Der gebürtige Jugoslawe spielte bis zur Saison 2007/08 bei RK Gortan Zadar, bis er zur Saison 2008/09 zu EMC-Split wechselte. Nach nur einer Saison in der ersten kroatischen Liga wechselte er zur Saison 2009/10 zum italienischen Erstligisten HC Teramo Handball. Nach Ablauf der Saison führte ihn seine Karriere wieder zurück in seine Heimat zu RK Gortan Zadar. Zwischen 2011/12 und 2014/15 lief Surać für Union Leoben in der Handball Liga Austria auf. 2015/16 wurde er vom Ligakonkurrenten Moser Medical UHK Krems verpflichtet. Bereits im März 2016 verkündete der Alpla HC Hard die Verpflichtung des Kreisläufers für die Saison 2016/17, damit spielte der Kroate nur eine Saison in Krems. 2016/17 sicherte sich der Rechtshänder den österreichischen Meistertitel. Nach der Saison 2017/18 wurde der Vertrag des Kroaten nicht verlängert. Für die Saison 2018/19 kehrt der Kreisläufer zu seinem Jugendverein RK Zadar zurück. Im Januar 2019 wurde der Rechtshänder von JS Cherbourg verpflichtet. Im Sommer 2019 kehrte er zu Zadar zurück, wo er 2023 seine Laufbahn beendete.

## HLA-Bilanz
| Saison    | Verein        | Spielklasse | Tore | 7-Meter | Feldtore |
| --------- | ------------- | ----------- | ---- | ------- | -------- |
| 2011/12   | Union Leoben  | HLA         | 123  | 0       | 123      |
| 2012/13   | Union Leoben  | HLA         | 98   | 0       | 98       |
| 2013/14   | Union Leoben  | HLA         | 138  | 0       | 138      |
| 2014/15   | Union Leoben  | HLA         | 97   | 0       | 97       |
| 2015/16   | UHK Krems     | HLA         | 99   | 0/0     | 99       |
| 2016/17   | Alpla HC Hard | HLA         | 77   | 0/0     | 77       |
| 2012–2017 | gesamt        | HLA         | 632  | 0       | 632      |

## Erfolge
- 1× Österreichischer Meister 2016/17